# XXXX Gold
 XXXX Gold (フォーエックスゴールド)は、キャッスルメインパーキンスによってオーストラリアのクイーンズランド州で製造される、オーストラリアで最も人気のあるビールのひとつである。タスマニアのローンセストンにあるバーグス醸造所で生産されている。XXXX Goldは、クイーンズランド・ブルズとオーストラリアのいくつかの州(クイーンズランド州、南オーストラリア州、オーストラリア首都特別地域、北部準州)のクリケット協会のスポンサーである。また、以前オーストラリアV8スーパーカー選手権シリーズのスポンサーを2008年から2011年まで、そしてプロフェッショナルブルライダーズのオーストラリア支部のスポンサーを務めたことがある。

## 沿革
ビクトリアビターは20年以上にわたってオーストラリアで販売されていたすべてのビールの中で最高のシェアを占めていた。しかし、この座は2012年にライオンネイサンのクイーンズランドXXXX Goldに渡された。（翌年には、再びビクトリアビターが最高のシェアを取り戻した）。2012年3月、XXXX Goldはグレートバリアリーフの南部にあるパンプキン島内の6ヘクタールを3年間賃貸し、宣伝や販促イベントに使用するためにXXXX島とした。またXXXX GoldはXXXX Gold Beach Cricket Tri-Nations seriesのスポンサーになった。それには、オーストラリアのアラン・ボーダー、イングランドのグラハム・グーコ、西インド諸国のコートニー・ウォルシュ、ヴィヴ・リチャーズなどの有名なクリケット選手が関わった。